# Opfermesse
Die Opfermesse war ein Teil der heiligen Messe im Römischen Ritus. Seit der Liturgiereform des Zweiten Vatikanischen Konzils spricht man stattdessen von „Eucharistiefeier“ oder „Eucharistischer Liturgie“.
Die Opfermesse folgte auf die Vormesse. Die Taufbewerber (Katechumenen) und öffentlichen Büßer mussten im Mittelalter gegen Ende der Vormesse den Gottesdienst verlassen, so dass für die Opfermesse auch die Bezeichnung „Gläubigenmesse“ gebräuchlich war.
Die Opfermesse hatte drei Teile:
- Das Offertorium (die „Opferung“) mit dem Herbeibringen der Opfergaben von Brot und Wein und ihre Niederlegungen auf dem Altar
- Das Eucharistiegebet mit Präfation und Canon Missae
- Die Kommunion, beginnend mit dem Pater noster, Brechung des Brotes, Friedensgruß und Empfang der Kommunion

An die Opfermesse schloss sich der Abschlussritus mit Segen und Entlassruf an.